# Vnanje Gorice
Vnanje Gorice so kraj z okoli 2.700 prebivalci v Občini Brezovica, 5 km jugozahodno od Ljubljane. 
Nahajajo se v osrednjem delu krajinskega parka Ljubljansko barje južno od Brezovice pri Ljubljani in so drugo največje naselje v tej občini. 
S prestolnico jih povezuje mestna avtobusna linija št. 6B, ki vozi skozi mestne predele Vič, Center in Bežigrad. Skozi naselje poteka tudi železnica proti Postojni in Kopru. Najbližja železniška postaja je v bližnji Brezovici pri Ljubljani, Slovenske Železnice pa načrtujejo izgradnjo postajališča v Vnanjih Goricah.
Nekaj kilometrov južneje preko potoka Drobtinka so sosednje Notranje Gorice.

## Zgodovina
Osrednji del kraja sestavlja staro vaško središče v sedlu dveh osamelcev, Velikega vrha in Gulča. Na osamelcu Dobčenica so bila najdena mikrolitska orodja, iz starorimskega obdobja pa dva gema z upodobitvijo divje svinje.
Prvič se kraj omenja v srednjeveških urbarskih zapisih iz leta 1414, ko je naselje zajemalo le sedem kmetij. Leta 1903 so zgradili gasilski dom, v okviru katerega deluje tudi PGD Vnanje Gorice.

## Znamenitosti
Vnanje Gorice so bile prvo balonarsko središče v Sloveniji.
Podružnična cerkev sv. Trojice, ki stoji na Gulču, je bila zgrajena pred letom 1400 in bila do leta 1526 posvečena svetemu Boštjanu. Leta 1526 so jo posvetili Sveti Trojici. Na glavnem oltarju so še vsi štirje evangelisti in Sveti Vincencij Pavelski ter Sveti Štefan. Na levem stranskem oltarju so Sveta Marija, kraljica miru,  Sveti Silvester in Sveti Rok. Na desnem stranskem oltarju so Sveti Boštjan, Sveti Jakob in Blaženi Anton Martin Slomšek. Posebnost cerkve so freske na lehnjaku, delo lokalnega umetnika Izidorja Moleta,  intarzije je izdelal domačin Stane Vrbančič. Kip Blaženega Antona Martina Slomška pa je naredil invalid Zdravko Strajnar iz Loga.
Leta 1896, eno leto po potresu, so cerkev podaljšali za dolžino kora in sezidali nov zvonik, v katerega so namestili novo uro in bronaste zvonove, ki so zvonili do prve svetovne vojne. Od leta 1924 do leta 2022 so bili v zvoniku železni zvonovi. Na 68. Sosedov dan, 25. septembra 2022, so ob pomoči najnovejše tehnologije zazvonili novi bronasti zvonovi.
Ob 6. Sosedovem dnevu, leta 1992, je domačin Vladimir Nartnik ob pomoči Slavističnega društva Slovenije izdelal analizo hišnih imen.
Na Griču, sredi vaškega jedra se nahaja Ašičev dom. Tu je začetek mreže večnamenskih Ašičevih poti, ki so označene z rumeno zelenimi markacijami in povezujejo med seboj naselja ter naravno in kulturno dediščino širšega območja regije in države.  Ašičev dom je priljubljeno zbirališče organiziranih tabornih, skavtskih, mladinskih in drugih skupin, ki tu izvajajo svoje programe. Ta predel se imenuje Brce, kar lahko pomeni tudi Barjanski Rekreativni Center Evrope. Na Brcih, v Predalah in na V Velikem vrhu tudi igrišče in kolesarsko atletski poligon.